# Lista de grandes costureiros
Um grand couturier (em português: "grande costureiro") é a designação dos membros da Câmara Sindical de Alta-costura francesa, parte da Federação Francesa de Costura.

## Critérios
Há três tipos de membros da alta-costura: membros permanentes, membros correspondentes (membros com atelieres fora da França) e membros convidados. Para se tornar um desses membros é necessários corresponder certas condições. Primeiramente, todos as criações devem ser feitas à mão e fazerem parte de uma casa de moda composta por pelo menos 20 funcionários. Por conseguinte, as grifes devem desfilar pelo menos duas vezes por ano e apresentar pelo menos 25 modelos em cada coleção. E, finalmente, devem estar listadas há pelo menos 4 anos no calendário oficial de coleções de alta-costura e também devem ser indicadas por outra casa de alta costura.

## Membros

### Lista de membros permanentes
Lista de membros desde 2021.
| Atelier                | Data de admissão |
| ---------------------- | ---------------- |
| Adeline André          | Janeiro de 2005  |
| Alexis Mabille         | 2008             |
| Atelier Gustavolins    | 2007             |
| Bouchra Jarrar         | Dezembro de 2013 |
| Chanel                 | 1915             |
| Christian Dior         | 1989             |
| Christophe Josse       | Janeiro de 2006  |
| Frank Sorbier          | 1996             |
| Giambattista Valli     | Julho de 2011    |
| Givenchy               | -                |
| Jean Paul Gaultier     | -                |
| Julien Fournié         | Janeiro de 2017  |
| Maison Martin Margiela | Maio de 2006     |
| Maurizio Galante       | 1993             |
| Stéphane Rolland       | Julho de 2007    |
| Yiqing Yin             | 2015             |
| Maison Rabih Kayrouz   | 2009             |

### Membros correspondentes (internacionais)
A Câmara Sindical de Alta Costura francesa também reconhece grandes costureiros e que não possuem atelieres na França, referindo-se a eles como "membros correspondentes".
| Casa de moda         |
| -------------------- |
| Atelier Versace      |
| Ellie Saab           |
| Fendi                |
| Giorgio Armani Privé |
| Iris Van Harpen      |
| Ulyana Sergeenko     |
| Valentino            |
| Viktor&Rolf          |

### Convidados
Ao lado dos membros oficiais, a Câmara Sindical de Alta Costura francesa oficialmente "convida" a cada estação, alguns "convidados." Eles não podem usar o termo "alta-costura" e podem se tornar grandes costureiros depois de 2 anos.
| Casa de moda            |
| ----------------------- |
| Aelis                   |
| Ashi Studio             |
| Balenciaga              |
| Charles de Vilmorin     |
| Christophe Josse        |
| Gaurav Guota            |
| Georges Hobeika         |
| Imane Ayissi            |
| Juana Martín            |
| Julie de Libran         |
| Maison Sara Chraibi     |
| Rahul Mishra            |
| Robertwun               |
| Rvdkronald Van Der Kemp |
| Yuima Nakazato          |
| Zuhair Murad            |